# Shia LaBeouf

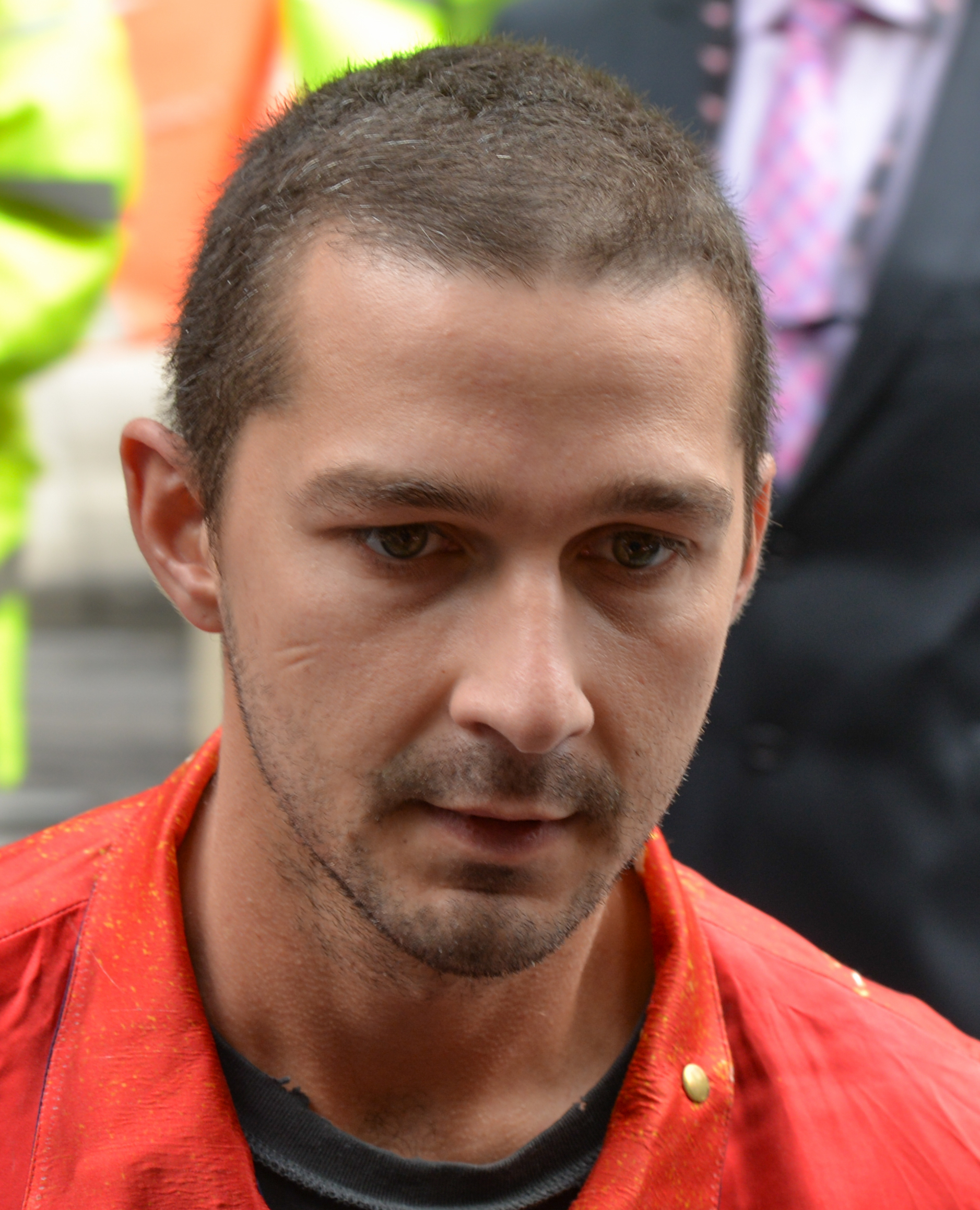
Shia LaBeouf beim Toronto International Film Festival 2017

Shia Saide LaBeouf [ˈʃaɪ.ə ləˈbʌf] ⓘ (* 11. Juni 1986 in Los Angeles) ist ein US-amerikanischer Schauspieler, Kurzfilmregisseur und Performancekünstler.

## Leben und Karriere
Shia LaBeouf ist der Sohn von Jeffrey Craig und Shayna LaBeouf, geborene Saide. Seine Mutter ist eine Tänzerin, Ballerina und bildende Künstlerin. Sein Vater ist Angehöriger der Cajun, Veteran des Vietnamkrieges und hatte viele verschiedene Berufe. Der Vorname Shia stammt aus dem Hebräischen und bedeutet Geschenk Gottes. LaBeouf selbst hatte eine Bar Mizwa, erhielt jedoch auch im Angelustempel von Los Angeles seine Taufe. Während seiner Kindheit begleitete er seinen Vater auf Treffen der Anonymen Alkoholiker. Seine Eltern ließen sich scheiden.

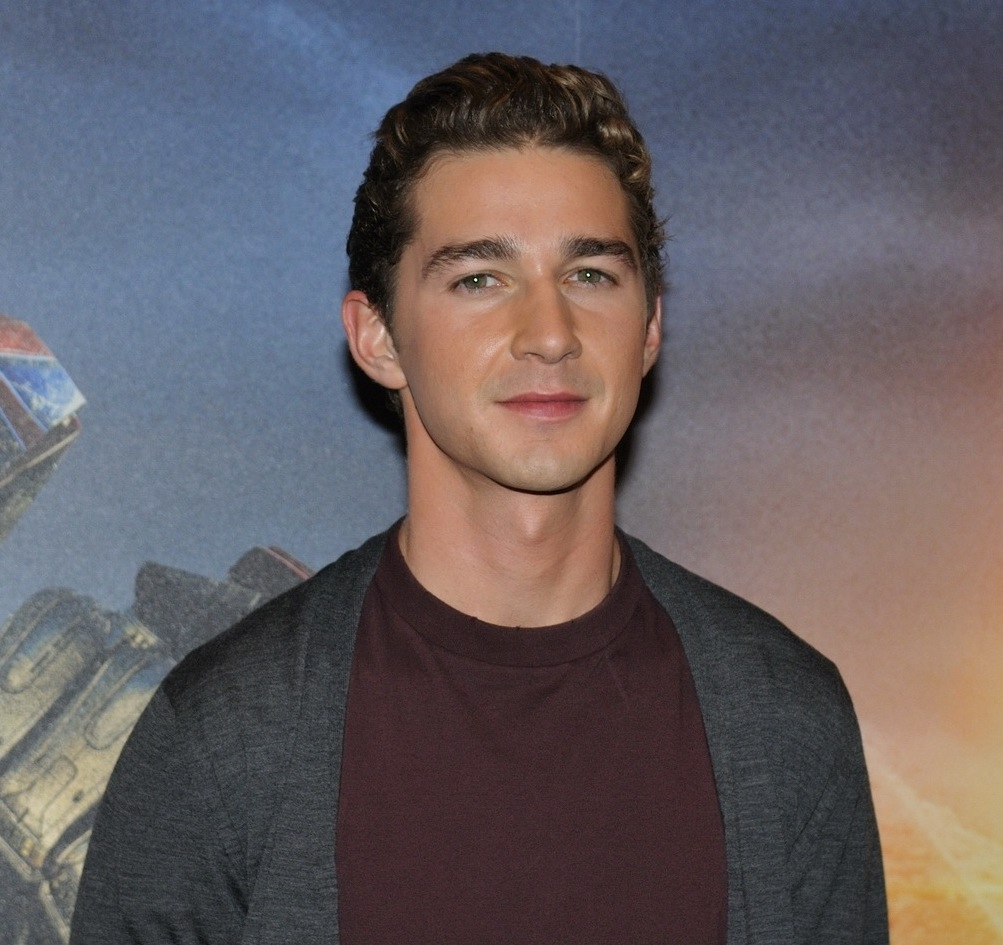
LaBeouf (2009)

Seit seiner Kindheit ist LaBeouf mit der Filmbranche vertraut, er hatte schon früh erste Engagements in kleineren Filmprojekten. Bekannt wurde er durch die Hauptrolle in der Disney-Channel-Kinderserie Even Stevens (2000–2003), für die er 2003 einen Daytime Emmy Award erhielt. 2003 war er in dem Actionfilm 3 Engel für Charlie – Volle Power neben Cameron Diaz, Drew Barrymore und Lucy Liu in der Rolle als Max Petroni zu sehen. 2005 übernahm er die Rolle von Asbel in der englischen Fassung von Nausicaä aus dem Tal der Winde. Seine ersten größeren Hauptrollen hatte er 2007 mit der Mischung aus Thriller und Jugenddrama in Disturbia und dem Actionfilm Transformers, für den er mehrfach ausgezeichnet wurde. LaBeouf wurde Regisseur Michael Bay damals von Steven Spielberg empfohlen und bekam den Zuschlag für die Darstellung des jugendlichen Hauptdarstellers. Aufgrund seiner Leistungen wählte ihn Spielberg für eine Rolle im vierten Teil der Indiana-Jones-Reihe, Indiana Jones und das Königreich des Kristallschädels, aus. 2010 war er neben Michael Douglas in Wall Street: Geld schläft nicht im Kino zu sehen.
2012 kündigte LaBeouf an, sich zukünftig Independentfilmen zuzuwenden, und spielte Hauptrollen in John Hillcoats Lawless – Die Gesetzlosen, dem Musikvideo Fjögur Píanó von Sigur Rós und in Robert Redfords The Company You Keep – Die Akte Grant. Im Musikvideo Elastic Heart von Sia aus dem Jahr 2015 ist er tanzend mit Maddie Ziegler zu sehen.
Seit 2004 ist LaBeouf auch als Drehbuchautor und Regisseur von Kurzfilmen tätig. Mit #ALLMYMOVIES und #TAKEMEANYWHERE war er als Regisseur auch an zwei Dokumentationen beteiligt. Der autobiographische Film Honey Boy aus dem Jahr 2019 war sein erster Kinofilm als Drehbuchautor, zudem übernahm er eine tragende Rolle.
Im Zuge seiner Vorbereitung auf die Rolle als Padre Pio im gleichnamigen Film beschäftige sich LaBeouf mit dessen Spiritualität und der Tridentinischen Messe. Als eine Folge dieser Rolle konvertierte er auch zum katholischen Glauben, wie er in einem Interview vom 22. August 2022 mit Bischof Robert Barron erklärte. Am 31. Dezember 2023 empfing er das Sakrament der Firmung.

### Partnerinnen und Missbrauchsvorwürfe
Am 10. Oktober 2016 streamte LaBeouf aus Las Vegas eine Hochzeitszeremonie mit dem britischen Model und Schauspielerin Mia Goth. Ob es sich dabei um eine echte Trauung oder einen Scherz handelte, ist unklar. In den Jahren 2018 und 2019 war LaBeouf mit FKA twigs liiert. 2020 kam er erneut mit Goth zusammen, das Paar bekam 2022 eine gemeinsame Tochter.
Ende 2020 warf FKA twigs Shia LaBeouf physischen und emotionalen Missbrauch vor und verklagte ihn auf Basis der Vorwürfe. Nach Bekanntwerden der Vorwürfe äußerte sich Sia, die ebenfalls mit LaBeouf in einer Partnerschaft war, ähnlich über ihn.

## Deutschsprachige Synchronsprecher
LaBeouf hatte bis 2007 keinen festen Synchronsprecher. Seit dem Film Disturbia wird er durchgehend von David Turba synchronisiert. In der Serie Eben ein Stevens wurde er von Johannes Wolko gesprochen.

## Filmografie (Auswahl)

### Schauspieler
- 1998: The Christmas Path
- 1998: Monkey Business
- 1998: Frühstück mit Einstein (Breakfast with Einstein, Fernsehfilm)
- 1999: Jesse (Fernsehserie, 1 Folge)
- 1999: Susan (Suddenly Susan, Fernsehserie, 1 Folge)
- 1999: Ein Hauch von Himmel (Touched By An Angel, Fernsehserie, 1 Folge)
- 2000: Akte X – Die unheimlichen Fälle des FBI (The X-Files, Fernsehserie, Folge 7x06 Das Glück des Henry Weems)
- 2000: Voll daneben, voll im Leben (Freaks and Geeks, Fernsehserie, 1 Folge)
- 2000: Emergency Room – Die Notaufnahme (ER, Fernsehserie, Folge 6x12 Abgründe)
- 2000–2003: Eben ein Stevens (Even Stevens, Fernsehserie, 66 Folgen)
- 2001: Herrchen wider Willen (Hounded, Fernsehfilm)
- 2002: Ein Tag mit meinem Bruder (Tru Confessions, Fernsehfilm)
- 2002: Die Stevens schlagen zurück (The Even Stevens Movie)
- 2003: Das Geheimnis von Green Lake (Holes)
- 2003: Dumm und dümmerer (Dumb and Dumberer: When Harry Met Lloyd)
- 2003: Die Schlachten von Shaker Heights (The Battle of Shaker Heights)
- 2003: 3 Engel für Charlie – Volle Power (Charlie’s Angels: Full Throttle)
- 2004: I, Robot
- 2005: Constantine
- 2005: Nausicaä aus dem Tal der Winde (Zeichentrickfilm, Stimme von Asbel in der englischen Fassung)
- 2005: Das größte Spiel seines Lebens (The Greatest Game Ever Played)
- 2006: Kids – In den Straßen New Yorks (A Guide to Recognizing Your Saints)
- 2006: Bobby
- 2007: Disturbia
- 2007: Könige der Wellen (Zeichentrickfilm, Surf’s Up, Stimme von Cody Maverick)
- 2007: Transformers
- 2008: Indiana Jones und das Königreich des Kristallschädels (Indiana Jones and the Kingdom of the Crystal Skull)
- 2008: Eagle Eye – Außer Kontrolle (Eagle Eye)
- 2009: Transformers – Die Rache (Transformers: Revenge of the Fallen)
- 2009: New York, I Love You
- 2010: Wall Street: Geld schläft nicht (Wall Street: Money Never Sleeps)
- 2011: Transformers 3 (Transformers: Dark of the Moon)
- 2012: Lawless – Die Gesetzlosen (Lawless)
- 2012: The Company You Keep – Die Akte Grant (The Company You Keep)
- 2013: Lang lebe Charlie Countryman (The Necessary Death of Charlie Countryman)
- 2013: Nymphomaniac
- 2014: Herz aus Stahl (Fury)
- 2015: Man Down
- 2016: American Honey
- 2017: Borg/McEnroe
- 2019: Honey Boy (auch Drehbuch)
- 2019: The Peanut Butter Falcon
- 2020: The Tax Collector
- 2020: Pieces of a Woman
- 2021: A Man Named Scott (Dokumentation)
- 2022: Padre Pio
- 2024: Megalopolis
- 2025: Henry Johnson
- 2025: Salvable

### Musikvideos
- 2012: Sigur Rós – Fjögur píanó
- 2014 The Lonely Island – The Shooting aka Dear Sister
- 2014: Rob Cantor – Shia LaBeouf
- 2015: Sia – Elastic Heart

### Regisseur
Kurzfilme und Musikvideos
- 2004: Let’s Love Hate
- 2011: Marijuana, Kid Cudi (Musikvideo)
- 2011: Born Villain, Marilyn Manson (Musikvideo)
- 2011: Maniac
- 2011: Born Villain
- 2012: Howard Cantour.com
- 2014: Future Unlimited: Haunted Love (Musikvideo)
- 2015: Just do it!
- 2015: #INTRODUCTIONS (Dokumentation)
- 2015: #ALLMYMOVIES (Dokumentation)
- 2018: #TAKEMEANYWHERE (Dokumentation)

## Auszeichnungen und Nominierungen

### Preise
- 2003: Emmy: „Bester Darsteller in einer Kinderserie“ für Eben ein Stevens
- 2006: Sundance Film Festivals: „Spezialpreis der Jury“ für Kids – In den Straßen New Yorks (zusammen mit dem übrigen Schauspielensemble)
- 2006: Internationalen Filmfestivals von Gijón: „Bester Darsteller“ für Kids – In den Straßen New Yorks
- 2006: Hollywood Film Award: „Bestes Schauspielensemble“ für Bobby (zusammen mit dem übrigen Schauspielensemble des Films)
- 2007: ShoWest Award: „Männlicher Star von morgen“
- 2007: Teen Choice Award: „Bester Darsteller – Horror Thriller“ bzw. Bester Nachwuchsdarsteller für Disturbia, Kids – In den Straßen New Yorks und Transformers
- 2008: Teen Choice Award: „Bester Darsteller – Action/Abenteuer“ für Indiana Jones und das Königreich des Kristallschädels
- 2008: Orange Rising Star Award der British Academy Film Awards
- 2009: Teen Choice Award als „Bester Darsteller über den Kinosommer“ für Transformers – Die Rache
- 2018: Hollywood Reel Independent Film Festival: „Bester Experimentalfilm“ für #TAKEMEANYWHERE
- 2019: Hollywood Film Awards: „Durchbruch Drehbuchautor“ für Honey Boy

### Nominierungen
- 2000: YoungStar Awards: „Bester junger Schauspieler in einer Comedy-Serie“ für Eben ein Steven
- 2001: Young Artist Award: „Hervorragende Leistung in einer TV-Comedy-Serie: Führender Nachwuchsschauspieler“ für Eben ein Steven
- 2004: Young Artist Award: „Hervorragende Leistung in einem Film: Führender Nachwuchsschauspieler“ für Holes
- 2004: MTV Movie Awards: „Lieblings-Filmschauspieler“ für Holes
- 2007: Teen Choice Awards: „Auserlesener Film: Film Chemie“ und „Auserlesener Film: Zungenkuss“ (zusammen mit Megan Fox) für Transformers
- 2008: Empire Awards: „Bester Newcomer“ für Transformers
- 2009: Saturn Award als bester Nebendarsteller für Indiana Jones und das Königreich des Kristallschädels
- 2010: Goldene Himbeere für das schlechteste Leinwandpaar für Transformers – Die Rache (zusammen mit Megan Fox)
- 2011: Teen Choice Award: „Auserlesener Filmstar: Männlich“ für Transformers 3
- 2011: Teen Choice Award: „Auserlesener Filmschauspieler: Drama“ für Wall Street: Geld schläft nicht
- 2012: Goldene Himbeere: Goldene Himbeere für das schlechteste Leinwandpaar für Transformers 3 (zusammen mit Rosie Huntington-Whiteley)
- 2012: Goldene Himbeere für das schlechteste Filmensemble für Transformers 3
- 2017: Guldbagge: „Bester Nebendarsteller“ für Borg/McEnroe
- 2017: Independent Spirit Awards: „Bester Nebendarsteller“ für American Honey
- 2019: Independent Spirit Awards: „Bester Nebendarsteller“ für Honey Boy
- 2021: Goldene Himbeere als „Schlechtester Nebendarsteller“ für The Tax Collector
- 2025: Goldene Himbeere als „Schlechtester Nebendarsteller“ für Megalopolis